# Kümbdchen

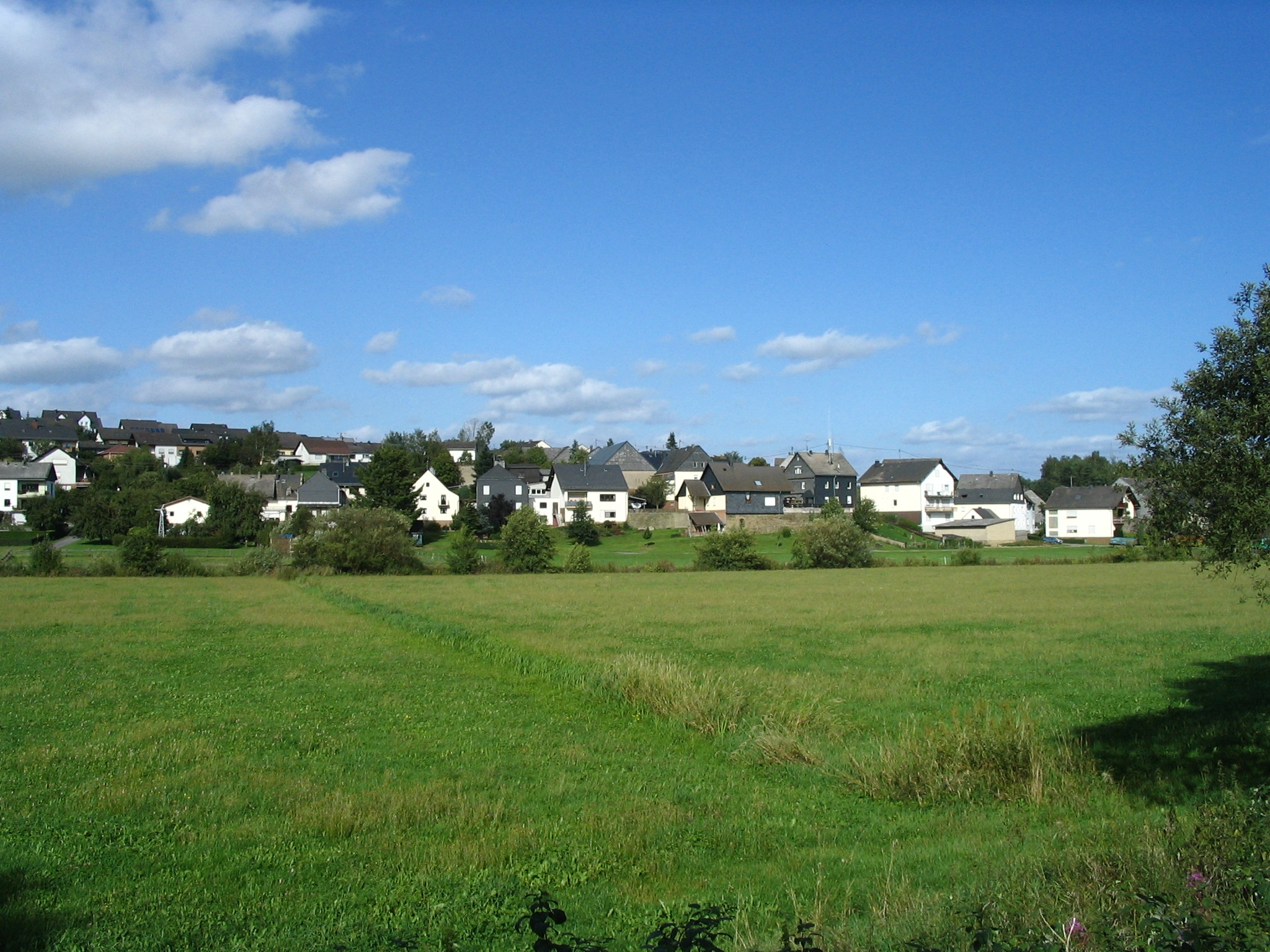
Kümbdchen aus westlicher Richtung, fotografiert vom Schinderhannes-Radweg

Kümbdchen, amtliche Schreibweise bis zum 6. Dezember 1935: Chümbdchen, ist eine Ortsgemeinde in der Mittelgebirgslandschaft des Hunsrücks im Rhein-Hunsrück-Kreis in Rheinland-Pfalz. Sie gehört der Verbandsgemeinde Simmern-Rheinböllen an.

## Geographie
Der Ort liegt in Westhanglage des Külzbachtals und dem Kondbachtal. Im Ort mündet der Kondbach in den Külzbach.
Der Schinderhannes-Radweg verläuft direkt durch die Gemarkung.
| Michelbach               | Külz und Neuerkirch                         | Klosterkumbd und Niederkumbd |
| Keidelheim und Fronhofen | Kompassrose, die auf Nachbargemeinden zeigt |                              |
| Nannhausen               | Holzbach                                    | Simmern                      |

## Geschichte
In der Umgebung von Kümbdchen gibt es steinzeitliche und auch römerzeitliche Bodenfunde.
Die erste urkundliche Erwähnung unter dem Namen Endilscomede  stammt aus dem Jahre 1072. Der Ort war mit dem Kloster Kumbd eng verbunden. In den späteren Jahren änderte sich der Ortsname zu Chumbd über dem Berge, im 18. Jahrhundert Cümbgen über Berg und dann Chümbdchen. Ab 1935 wurde die Schreibweise dann zu Kümbdchen geändert.
Ab 1673 gehörte der Ort zu Kurpfalz. Mit der Besetzung des linken Rheinufers 1794 durch französische Revolutionstruppen wird der Ort französisch, 1815 wird er auf dem Wiener Kongress dem Königreich Preußen zugeordnet. 
Vorher ein Stadtteil von Simmern ist Kümbdchen seit dem 1. Januar 1863 eine selbstständige Gemeinde und ab 1946 Teil des neu gegründeten Landes Rheinland-Pfalz.

## Politik

### Gemeinderat
Der Gemeinderat in Kümbdchen besteht aus zwölf Ratsmitgliedern, die bei der Kommunalwahl im Juni 2024 in einer Mehrheitswahl gewählt wurden, und dem ehrenamtlichen Ortsbürgermeister als Vorsitzendem.

### Bürgermeister
Ortsbürgermeister ist Jan Herzog. Bei der Kommunalwahl am 9. Juni 2024 wurde er mit einem Stimmenanteil von 83,01 % in sein Amt gewählt.

### Wappen
| Wappen von Kümbdchen | Blasonierung: „Unter schwarzem Schildhaupt, darin ein schreitender rot gekrönter und bewehrter goldener Löwe, geteilt; vorn golden Blau geschacht, hinten in Grün ein silberner Wellenschrägbalken.“ |
| Wappen von Kümbdchen | Wappenbegründung: Das Wappen der Ortsgemeinde zeigt im oberen Teil den pfälzischen Löwen, der auf die ehemalige Zugehörigkeit zur Stadt Simmern hinweist. Das golden – blaue Schach deutet auf die Vordere Grafschaft Sponheim, zu deren Landesherrschaft der Ort einst gehörte. Die überwiegend landwirtschaftliche Struktur findet ihren Ausdruck in dem Grün des unteren hinteren Wappenteils. Der Wellenbalken symbolisiert den Bach Kond und deutet auf den Ursprung des Ortes hin. Die Quelle des Baches entspringt beim Kloster Kumbd und fließt durch die Orte Klosterkumbd und Niederkumbd, er mündet in Kümbdchen in den Külzbach. |

## Freizeit
Radfahrer, Wanderer und Skater können ohne Umwege den Schinderhannes-Radweg benutzen.

## Persönlichkeiten
- Otto Konrad (1896–1973), in Kümbdchen geborener Landwirt und Politiker, Mitglied des Landtags von Rheinland-Pfalz
- Helmut Friedrich Konrad (1926–2009), in Kümbdchen geborener Landwirt und Politiker, Mitglied des Landtags von Rheinland-Pfalz